# SS Egypt
Le SS Egypt était un paquebot en service dans la compagnie maritime P&O. Il coule à la suite d'une collision avec La Seine dans la Manche le 20 mai 1922. Sur les 338 passagers et membres d'équipage, près de 80 perdent la vie dans le naufrage.

## Carrière
Le navire baptisé Egypt est construit à Greenock sur le fleuve Clyde par la société en Caird & Company (en). Il est lancé en 1897. Naviguant entre le Royaume-Uni, Marseille et Bombay (Inde) pour le compte de la Peninsular & Oriental Company, le navire sert de navire-hôpital lors de la Première Guerre mondiale.

## Dernier voyage
L'Egypt quitte Tilbury (Essex) le 19 mai 1922 à destination de Marseille et Bombay avec à son bord 44 passagers et 294 membres d'équipage parmi lesquels 208 étaient originaires de l'Inde et de divers pays asiatiques. Dans ses soutes, outre les frets habituels, il transportait dans la chambre forte 4 500 kg d'or en lingots, 43 tonnes d'argent et 37 caisses contenant 165 000 souverains anglais, un trésor estimé à l'époque plus de 1 million de livres sterling (1,135 millions d'euros).
Le voyage se déroule normalement jusqu'au matin du 20 mai, lorsque le brouillard fait son apparition après avoir doublé Ouessant. Par mesure de sécurité, le Capitaine Collyer réduit considérablement la vitesse du navire. Dans le raz de Sein vers 19 h, la sirène du vapeur français La Seine se fait entendre en rapprochement, mais la densité du brouillard ne permet pas de l'apercevoir. Tout à coup, il sort de la brume à 6 noeuds sur le côté bâbord et 15 secondes plus tard heurte le paquebot par bâbord entre les cheminées. Un SOS est transmis et reçut par le vapeur Cahiracon et RMS Andes et trois canots de sauvetage sont mis à l'eau. Mais 20 minutes après la collision, l'Egypt et sa précieuse cargaison disparaissent sous les flots tandis que le navire abordeur, le cargo français La Seine commandé par le Capitaine Le Barzic, qui se rendait de La Pallice au Havre, prend les rescapés à son bord. Le Capitaine Collyer demeure à son poste jusqu'à l'engloutissement de son navire mais put être repêché par l'une des embarcations. Les survivants sont conduits à Brest par La Seine. 86 des 352 personnes présentes à bord meurent dans le naufrage.

## Sauvetage et fouille de l'épave
La position du naufrage se trouvait selon les estimations à environ 20 milles du phare d'Ar Men. Diverses tentatives eurent lieu pour récupérer la précieuse cargaison du paquebot, mais jusqu'en 1928 aucun progrès significatif ne fut enregistré dans la localisation de l'épave. En juin 1929, la société italienne Sorima, spécialisée dans les plongées profondes intervenait à son tour. L'expédition commandée par le Commandeur Giovanni Quaglia enregistrait rapidement un premier succès en retrouvant formellement l'épave qui gisait par 120 mètres de fond à la position 48° 03′ 56″ N, 5° 17′ 53″ O. Le navire reposait sur sa quille avec les mâts et les cheminées debout. Il faudra attendre une expédition de scaphandriers chevronnés de la société Società Ricuperi Marittimi, à l'été 1932, après plusieurs tentatives avortées, pour enfin retrouver les lingots après avoir fait exploser la chambre forte contenant le butin. Un plongeur se chargeait ensuite de ramasser l'or et l'argent à l'aide d'un grappin. Ces opérations se sont déroulés jusqu'en 1935, par lequel 98 % du contenu de la chambre forte a été récupéré. Mais selon une information du « Télégramme », 10 % du trésor pourrait bien encore reposer au cœur de l'épave.
En juin 2017, un voilier contenant un équipage anglais est repéré lors d'un vol de surveillance maritime de la douane française aux abords de la zone du naufrage. Pour la Drassm, la zone prospectée par l'« Ice Maiden » ne laisse que peu de doute : ils tentaient de localiser précisément l'épave de l'Egypt pour y plonger dans un second temps. Pour un tel délit, « prospection, sondage ou fouilles sans autorisation sur un bien culturel maritime », l'équipage encourt une amende de 7 500 euros maximum.